# Theodor Hartig
Theodor Hartig (ur. 21 lutego 1805 w Dillenburgu, zm. 26 marca 1880 w Brunszwiku) – niemiecki leśnik i biolog.

## Życiorys
Theodor Hartig był synem agronoma. Po ukończeniu studiów na Uniwersytecie Berlińskim i dwuletniej służbie leśniczej, w 1831 roku został mianowany adiunktem na tym samym uniwersytecie. Siedem lat później przeszedł do służby w Brunszwiku, gdzie przez prawie czterdzieści lat (1838–1877) był kierownikiem i profesorem wydziału leśnictwa w miejscowej Politechnice Carolinum, oraz członkiem centralnego wydziału leśnictwa. W 1832 roku został członkiem Leopoldiny.
Jego syn Robert Hartig również został leśnikiem i naukowcem.

## Praca naukowa
T. Hartig jako pierwszy zbadał i opisał rurki sitowe w wiązkach przewodzących drzew. Napisał wiele prac naukowych. Niektóre z nich:
1. 1840. Über die Familie der Gallwespen, Zeitschrift für die Entomologie, ed. von E.F. Germar, 2: 176–209
2. 1841. Erster Nachtrag zur Naturgeschichte der Gallwespen, Zeitschrift für die Entomologie, ed. von E.F. Germar, 3: 322–358
3. 1843. Zweiter Nachtrag zur Naturgeschichte der Gallwespen, Zeitschrift für die Entomologie, ed. von E.F. Germar, 4: 395–422
4. 1851. Vergleichende Untersuchungen über den Ertrag der Rotbuche (2nd ed.)
5. 1860. Die Aderflügler Deutschlands (2nd ed.)
6. 1866. Forstwissenschaftliches Examinatorium den Waldbau betreffend
7. 1878. Anatomie und physiologie der holzpflanzen, Dargestellt in der entstehungsweise und im entwickelungsverlaufe der einzelzelle, der zellsysteme, der pflanzenglieder und der gesammtpflanze

Opisał nowe gatunki grzybów i roślin oraz owadów. W naukowych nazwach utworzonych przez niego taksonów dodawane jest jego nazwisko Hartig. Uczczono go nazywając tworzone podczas ektomykoryzy przez grzyby strzępki siecią Hartiga.